# Joaquim do Sacramento Pagarete
Joaquim do Sacramento Pagarete (Lagos, 6 de Maio de 1905 - Lagos, 4 de Maio de 2001), foi um professor e desportista português.

## Biografia

### Nascimento
Nasceu em cidade de Lagos, em 6 de Maio de 1905.

### Educação e carreira profissional e desportiva
Cumpriu a instrução primária em Lagos, e aos 10 anos de idade foi estudar para Lisboa. Em Outubro de 1919, quando ainda estava na Escola Nacional, foi convidado para o Sport Lisboa e Benfica, tendo entrado numa equipa de futebol, como iniciado. No entanto, por motivos de estudos, não conseguiu prosseguir na equipa, embora tenha continuado a ser sócio do clube. Em 1921, dirigiu-se para Faro para continuar os estudos, tendo ingressado no Sport Lisboa e Faro.
Em Outubro de 1923, regressou a Lisboa, para entrar no Instituto Superior de Comércio, tendo jogado na equipa desta escola, que foi campeã universitária em 1924. Regressou a Lagos durante uma greve estudantil em 1926, tendo sido um dos responsáveis pela reactivação do Sport Lisboa e Lagos, clube do qual foi sócio e jogador. Também foi um dos fundadores da Associação Naval Lacobrigense.
Em 1928, formou-se em Ciências Diplomáticas e Aduaneiras pelo Instituto Superior de Comércio. Entre 1929 e 1930, exerceu como professor na Escola Industrial e Comercial de Silves, e em 1931 nas Escolas Industriais e Comerciais de Viana do Castelo e de Lagos. Em 1933, foi colocado na Alfândega do Funchal, tendo sido transferido, no ano seguinte, para a delegação de Lagos da Alfândega de Lisboa, posição que ocupou até atingir o limite de idade, em 5 de Maio de 1975. Também foi chefe das Delegações Aduaneiras de Lagos e de Portimão.

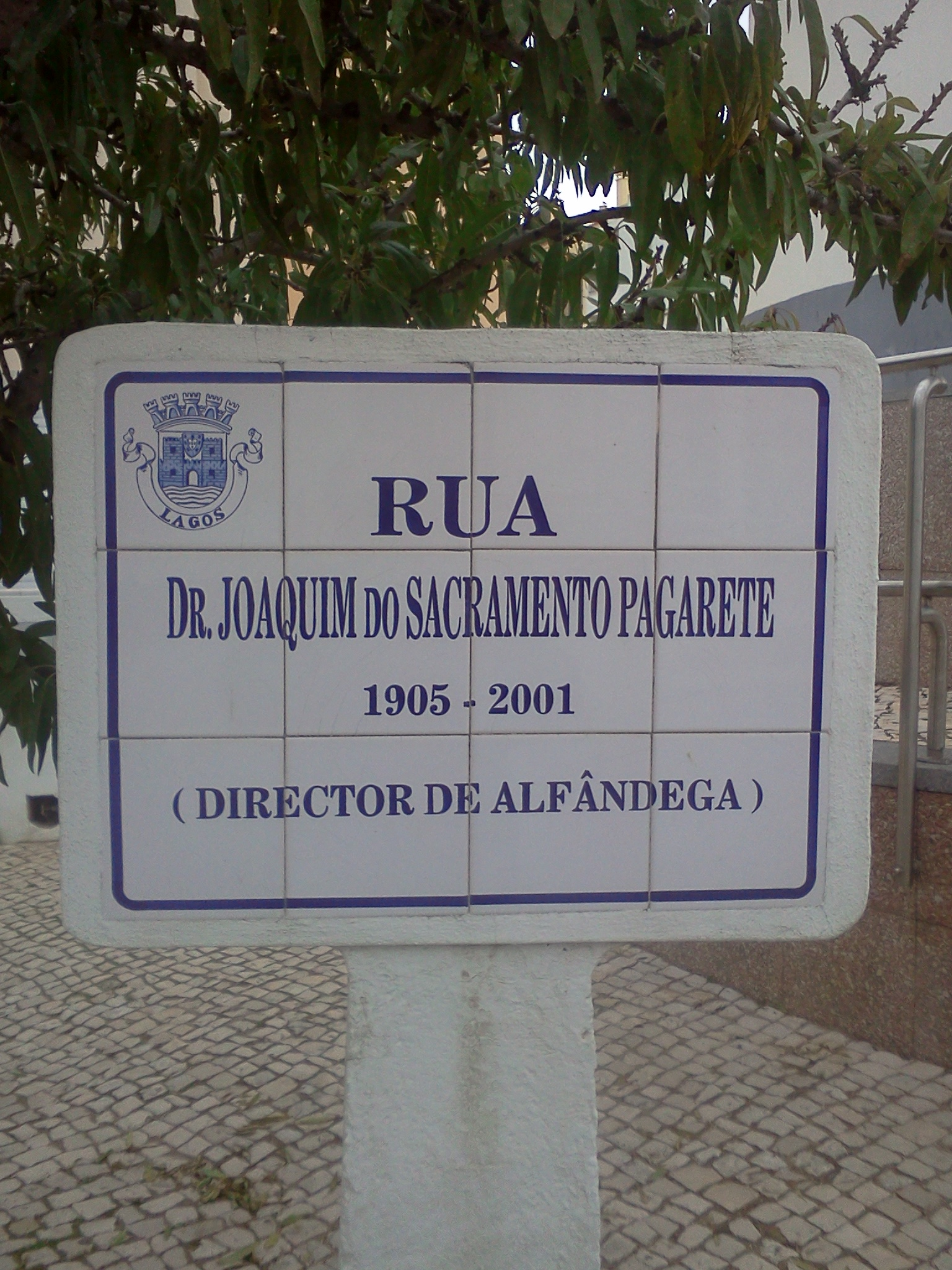
Placa toponímica da Rua Joaquim do Sacramento Pagarete, em Lagos.

### Falecimento
Faleceu em Lagos, no dia 4 de Maio de 2001.

## Homenagens
Em 4 de Julho de 2001, a Câmara Municipal de Lagos colocou o nome de Dr. Joaquim do Sacramento Pagarete numa rua da antiga Freguesia de São Sebastião.